# São Fidélis
São Fidélis est une municipalité brésilienne de la microrégion de Campos dos Goytacazes.